# 발렌틴 테지어

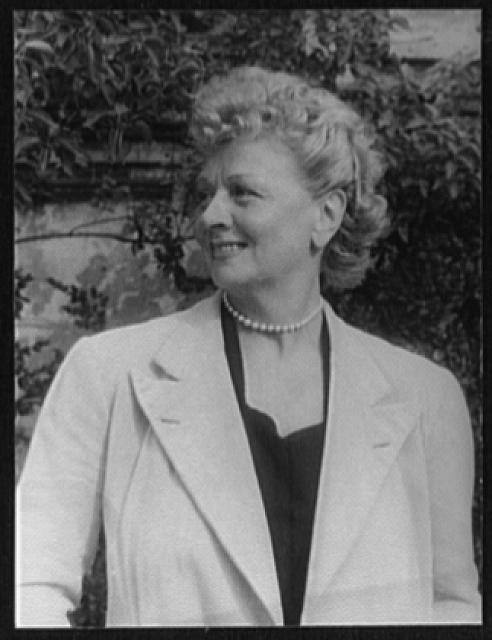

발렌틴 테지어(Valentine Tessier, 1892년 8월 5일 ~ 1981년 8월 11일)는 프랑스의 연극 배우, 영화배우, 텔레비전 배우이다.
파리 11구에서 태어났으며 발로리에서 사망하였다.

## 영화
- 안나의 S 다이어리 4 (2000년)
- 매그레와 쌩 피아크르 사건 (1959년)
- 노틀담의 꼽추 (1956년)
- 프렌치 캉캉 (1954년)
- 보바리 부인 (1933년)
- 이탈리아의 맥고 모자 (1927년)